# Tréogat
Tréogat (bretonisch Trêgad) ist eine französische Gemeinde mit 579 Einwohnern (Stand 1. Januar 2022) im Département Finistère. Die Bewohner werden Tréogatais genannt.
Der Name Tréogat dürfte von dem bretonischen Wort für Ortschaft (treb) sowie dem Patron der örtlichen Kirche Saint-Boscat (Bozgat) abgeleitet worden sein, welcher sich seinerseits wieder aus den Begriffen Beuz (für Sieg) und Kad (für Gefecht) zusammensetzt.

## Geografie
Der Ort befindet sich im Südwesten der Bretagne, gut vier Kilometer von der Atlantikküste im Landesinneren. Plonéour-Lanvern, die größte Stadt des Kantons, liegt ebenso etwa vier Kilometer südöstlich und die Préfecture des Departements, Quimper, liegt circa 18 Kilometer nordöstlich von Tréogat.
Über Quimper bestehen Verbindungen an die Europastraße 60 (E 60) und somit das internationale Fernstraßennetz. In Quimper findet sich auch der nächste größere Bahnhof, welcher in das Netz des TGV Atlantique eingebunden ist.

## Geschichte
Die erste Erwähnung des Ortes findet sich im 14. Jahrhundert, unter dem heute bekannten Namen scheint Tréogat erstmals am Ende des 16. Jahrhunderts auf. Früher gehörte die Gemeinde zum mittelalterlichen Königreich und Bistum Cornouaille mit der Hauptstadt Quimper.

### Bevölkerungsentwicklung
Die höchste Einwohnerzahl erreichte Tréogat am Anfang des 20. Jahrhunderts, als fast 800 Bewohner gezählt wurden.
| Jahr                       | 1962 | 1968 | 1975 | 1982 | 1990 | 1999 | 2008 | 2017 |
| Einwohner                  | 594  | 519  | 416  | 419  | 420  | 398  | 519  | 581  |
| Quellen: Cassini und INSEE |      |      |      |      |      |      |      |      |

## Sehenswürdigkeiten
Die Kirche Saint-Boscat stammt aus dem späten 14. und der ersten Hälfte des 15. Jahrhunderts. Neben prähistorischen Megalithen finden sich zahlreiche Reste von mittelalterlichen religiösen Symbolen, wie das Kreuz von Kerguenol von 1500 sowie das Manoir de Minven aus dem 16. Jahrhundert und das Lavoir de Ty-Poul.
Auf dem Gebiet der Gemeinde Tréogar verläuft ein Teil der Tourismusstraße „Route du Vent Solaire“ (Straße des Sonnenwinds), genauer hinter den Dünen auf dem Weitwanderweg GR 34. Dieser wild gebliebene Landstriche wird größtenteils verwaltet vom Küstenschutz Conservatoire du Littoral. Es wechseln Teiche und Sumpfgebiet einander ab.

### TeichÉtang de Trunvel
Der Teich Trunvel ist der bekannteste Teilbereich der Bucht von Audierne und gehört zur Gemeinde Tréogat. Er ist sogar von internationaler Bedeutung, was den Vogelzug der Teichrohrsänger angeht, die durch die weiten Schilfgebiete angezogen werden. Die Vogelberingungsstation am Teich ist jeden Morgen für Besucher geöffnet.

### TeichÉtang de Kergalan
Auch er gehört zur Gemeinde Tréogat. Auch hierhin zieht es seltene Vogelarten, besonders im Herbst in Meeresnähe (Kieselsteinhügelkette und Strand).

### Kieselsteinkette (Ero Vili)
Eine zehn Kilometer lange Dünenkette schmückt die Bucht von Audierne zwischen Penhors und der Landspitze Pointe de la Torche. Ein Teilbereich liegt im Küstengebiet der Gemeinde Tréogat. Ursprünglich bestand dieser Küstenstreifen aus einer Kieselsteinkette, Rollkies und Sand. Die Höhe schwankte zwischen der Marke +8,00 und teilweise +7,00 im Vergleich zur Nullmarke der Seekarten von Penmarc'h. Die Kieselsteinkette war früher immerhin 50 m breit. Schon lange Zeit vor dem Zweiten Weltkrieg war die Anfälligkeit dieser Gegend erkannt worden. Ab März 1934 durfte an diesem Küstenstrich durch eine Anordnung der Präfektur nichts mehr abgebaut werden. Immer wieder durchbrechen schwere Stürme diesen schmalen Dünenstreifen aus Kieselsteinen und waschen Teile der Strände aus.

### Moulin de Bondivy
Die historische Moulin de Bondivy liegt an der Grenze der Gemeinden Tréogat und Plonéour-Lanvern nahe der Straße D 2. Die Mühle wurde um 1828 als viereckiges, einstöckiges Bauwerk mit Bruchsteinen und einem Schieferdach mit langen Dachschrägen errichtet. Der heute noch erhaltene, intakte Mechanismus der Mühle stammt vom Ende des 19. Jahrhunderts. Ebenso wie der in der unmittelbaren Nachbarschaft liegende drei Hektar große Teich ist die Mühle in privatem Besitz.

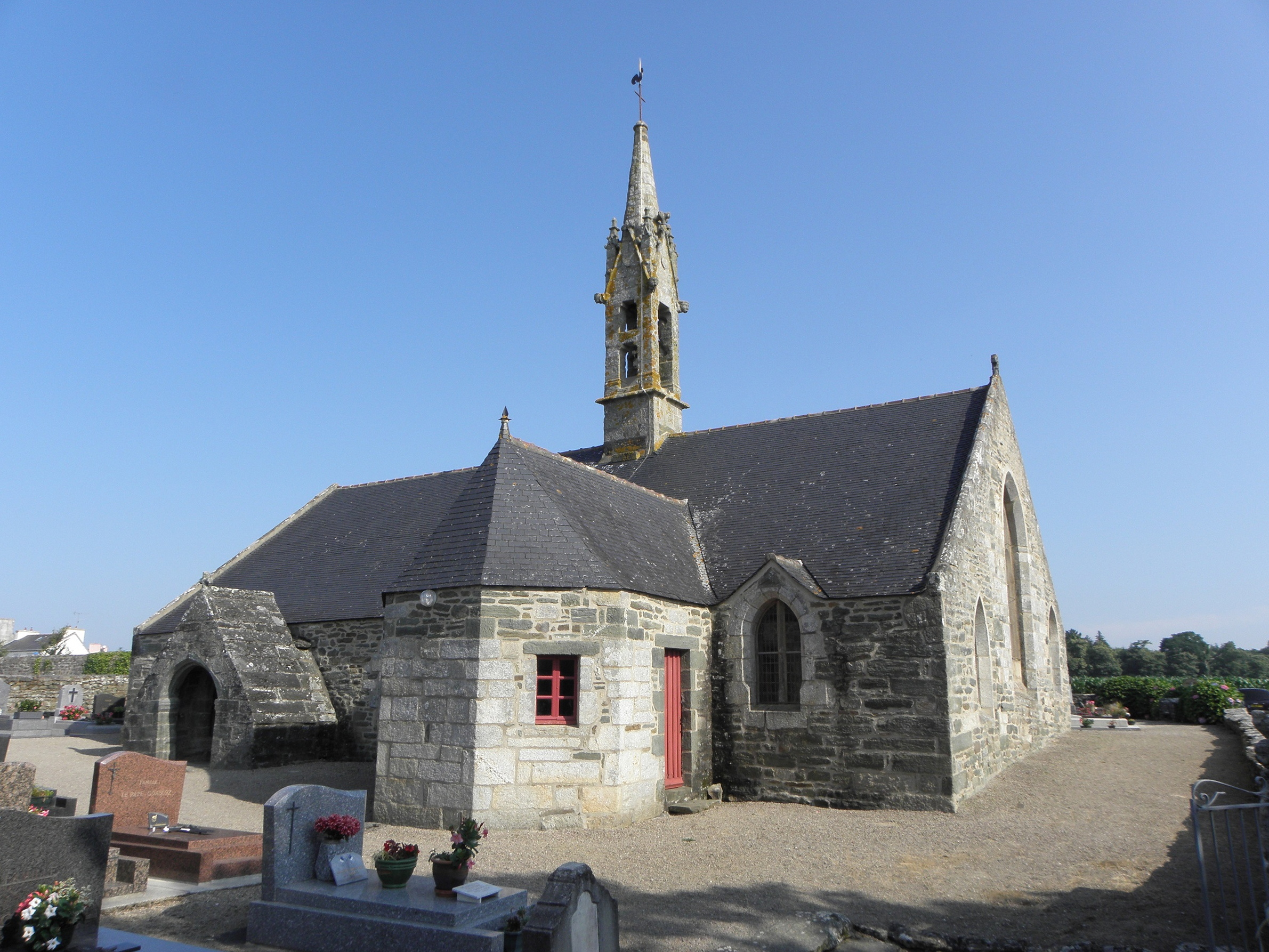
Kirche Saint Boscat in Tréogat
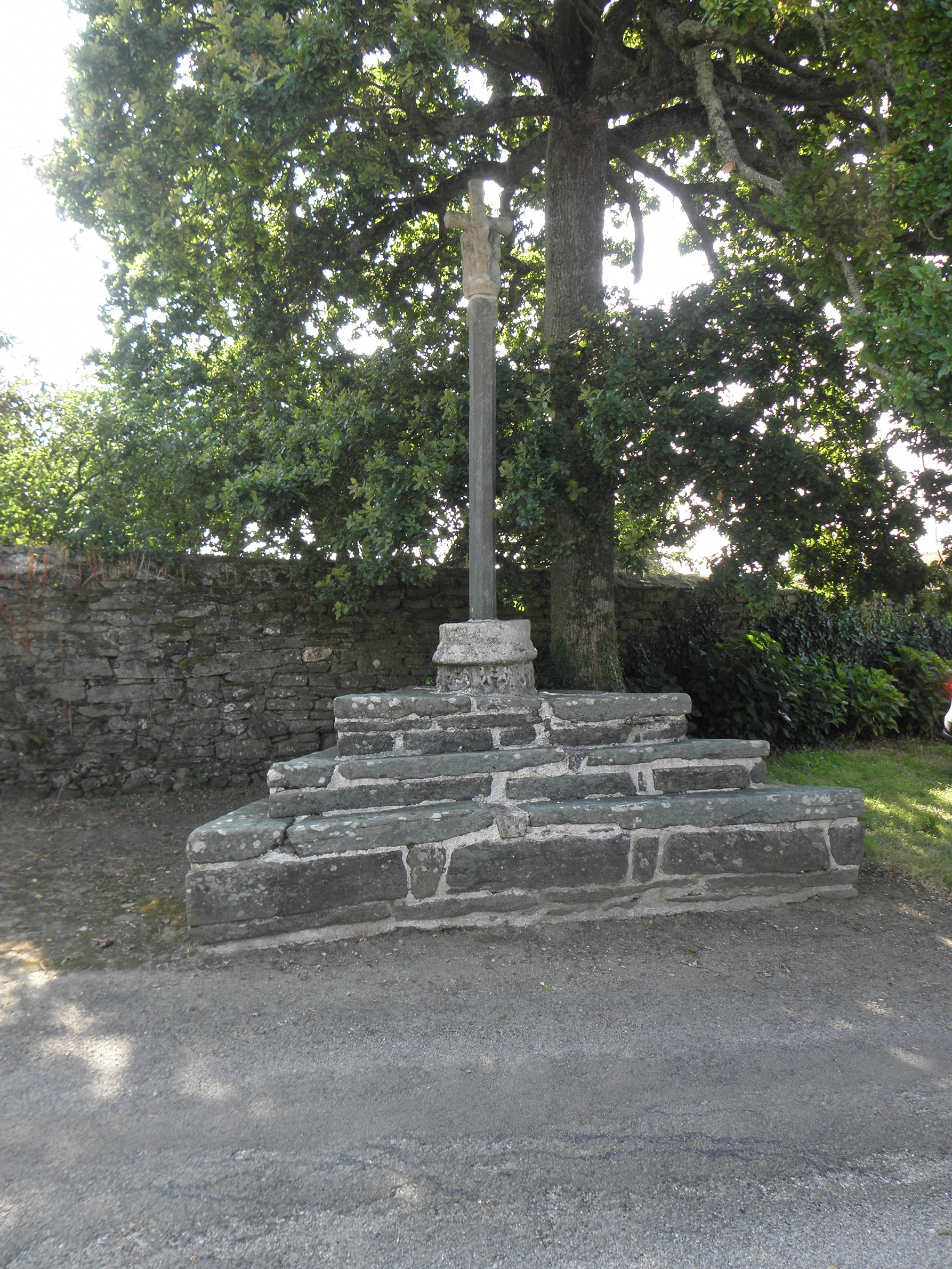
Kalvarienberg bei der Kirche Saint Boscat in Tréogat
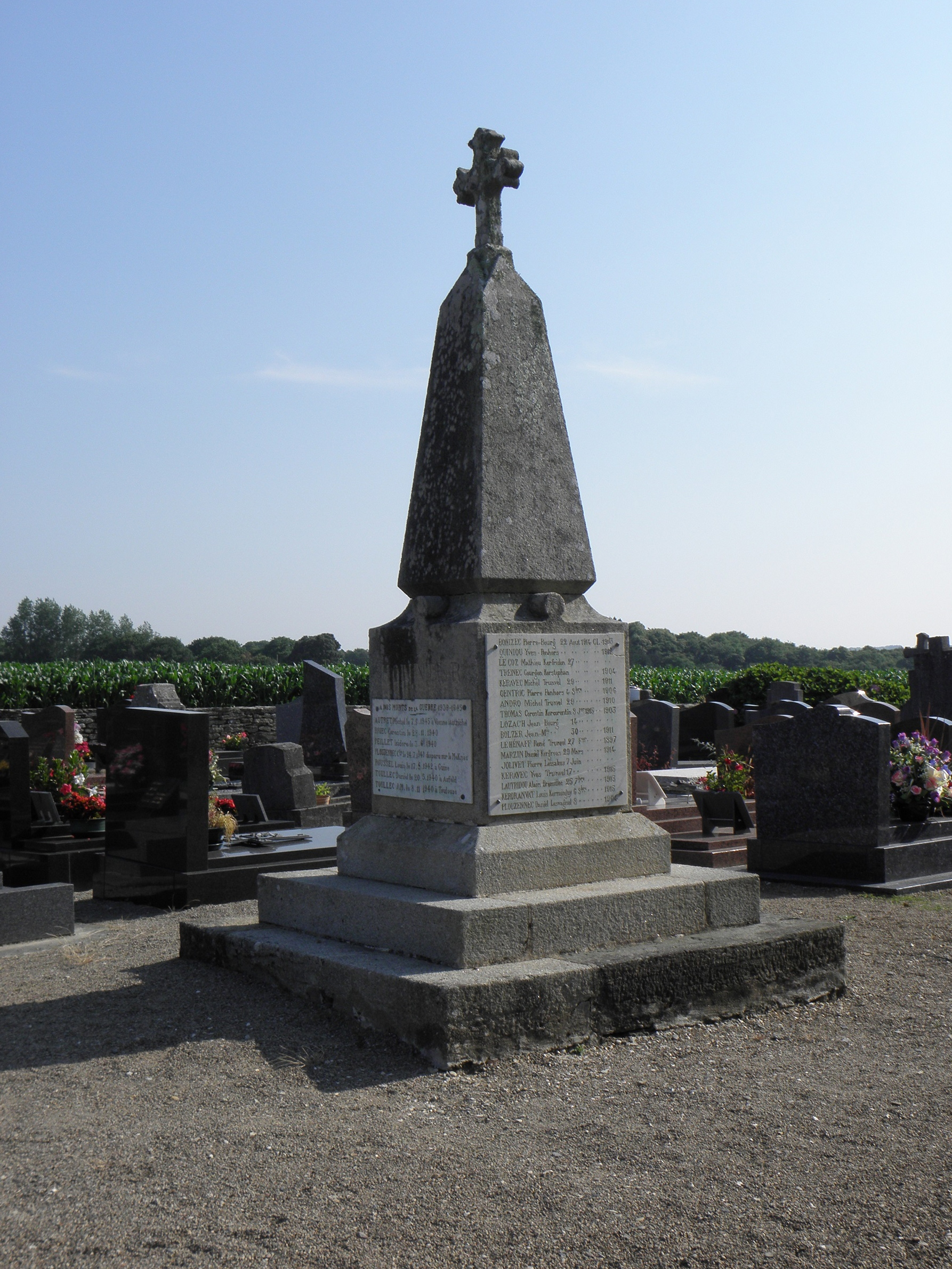
Monument aux morts in Tréogat
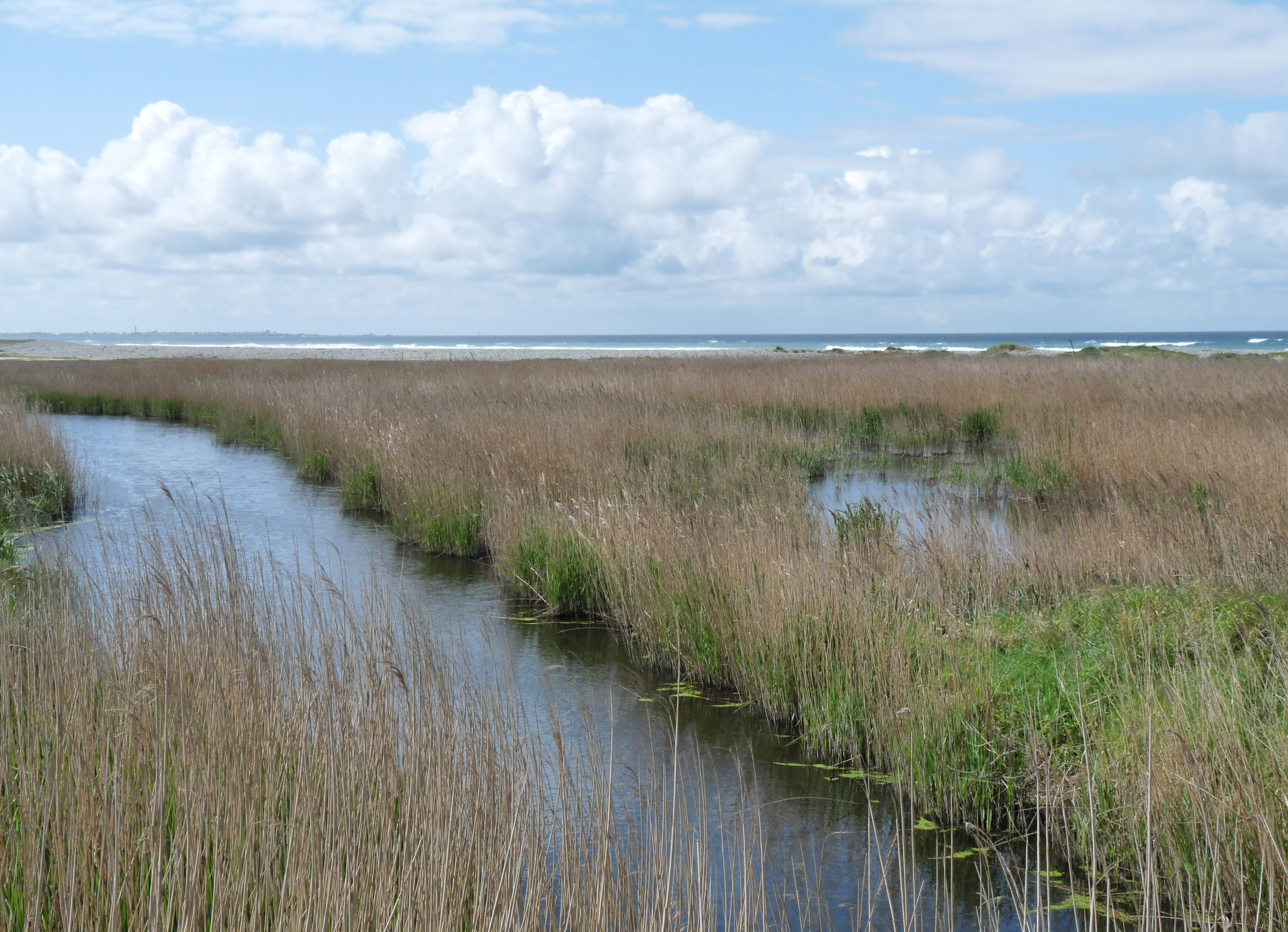
Blick auf Teil der Bucht von Audierne bei Tréogat
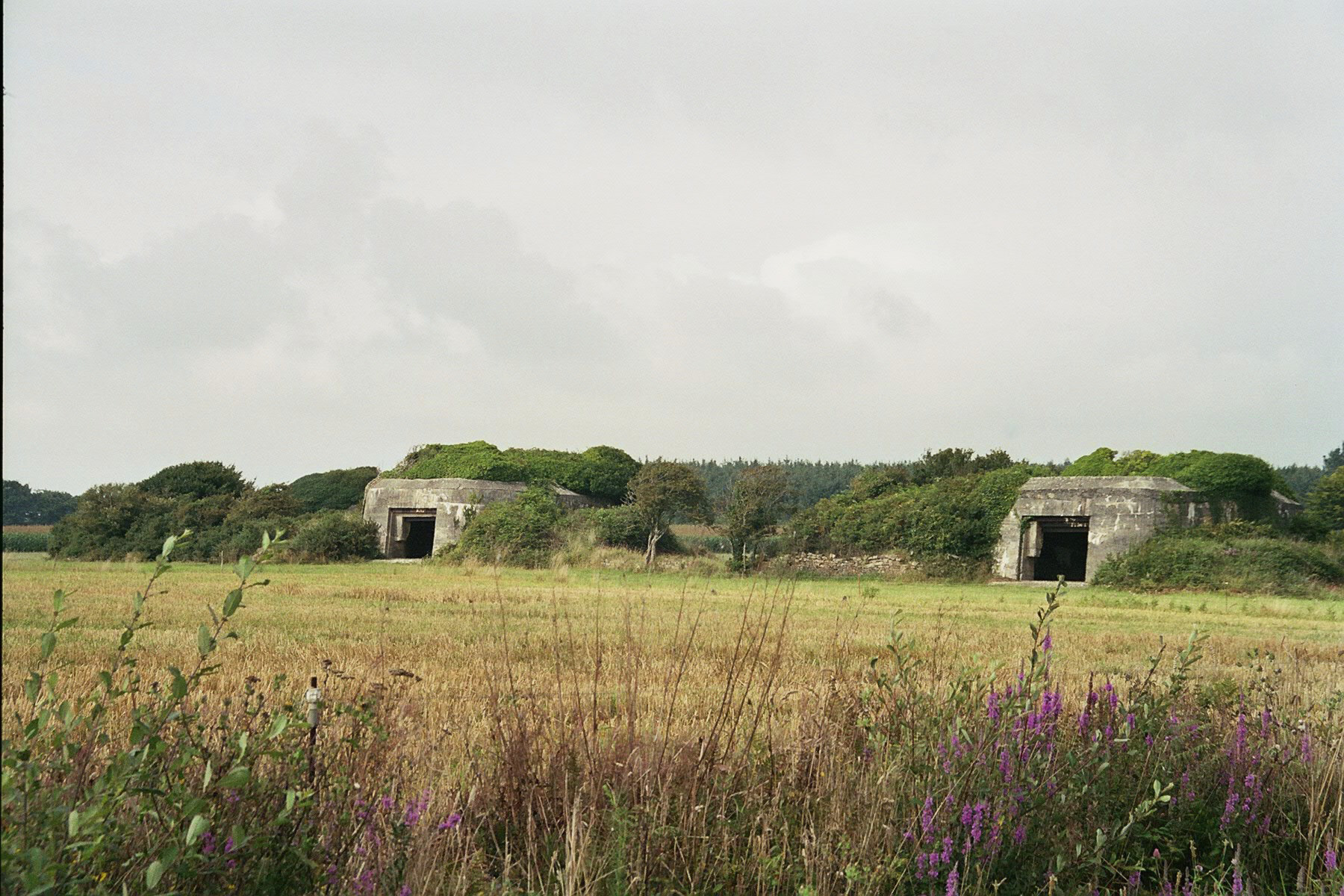
sog. Blockhäuser von Kreyéré bei Tréogat der deutschen Wehrmacht
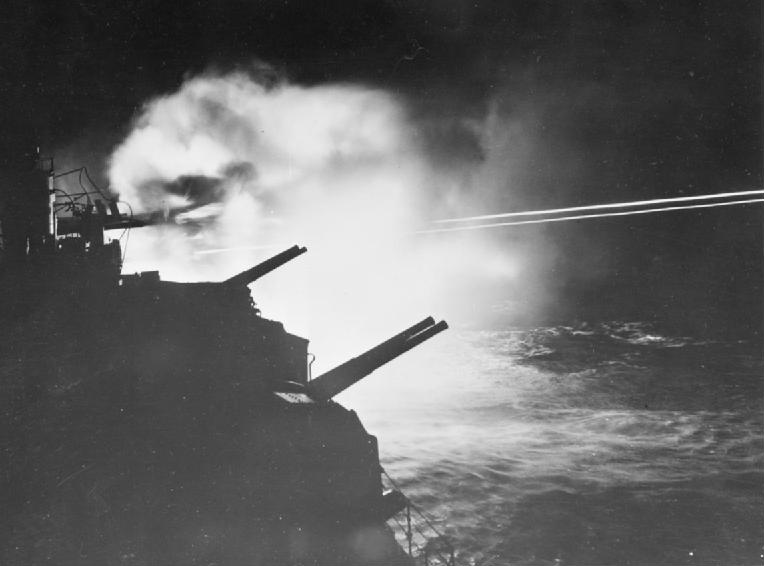
Englische HSM Mauritius feuert am 23. August 1944 von seeseits in die Bucht von Audierne
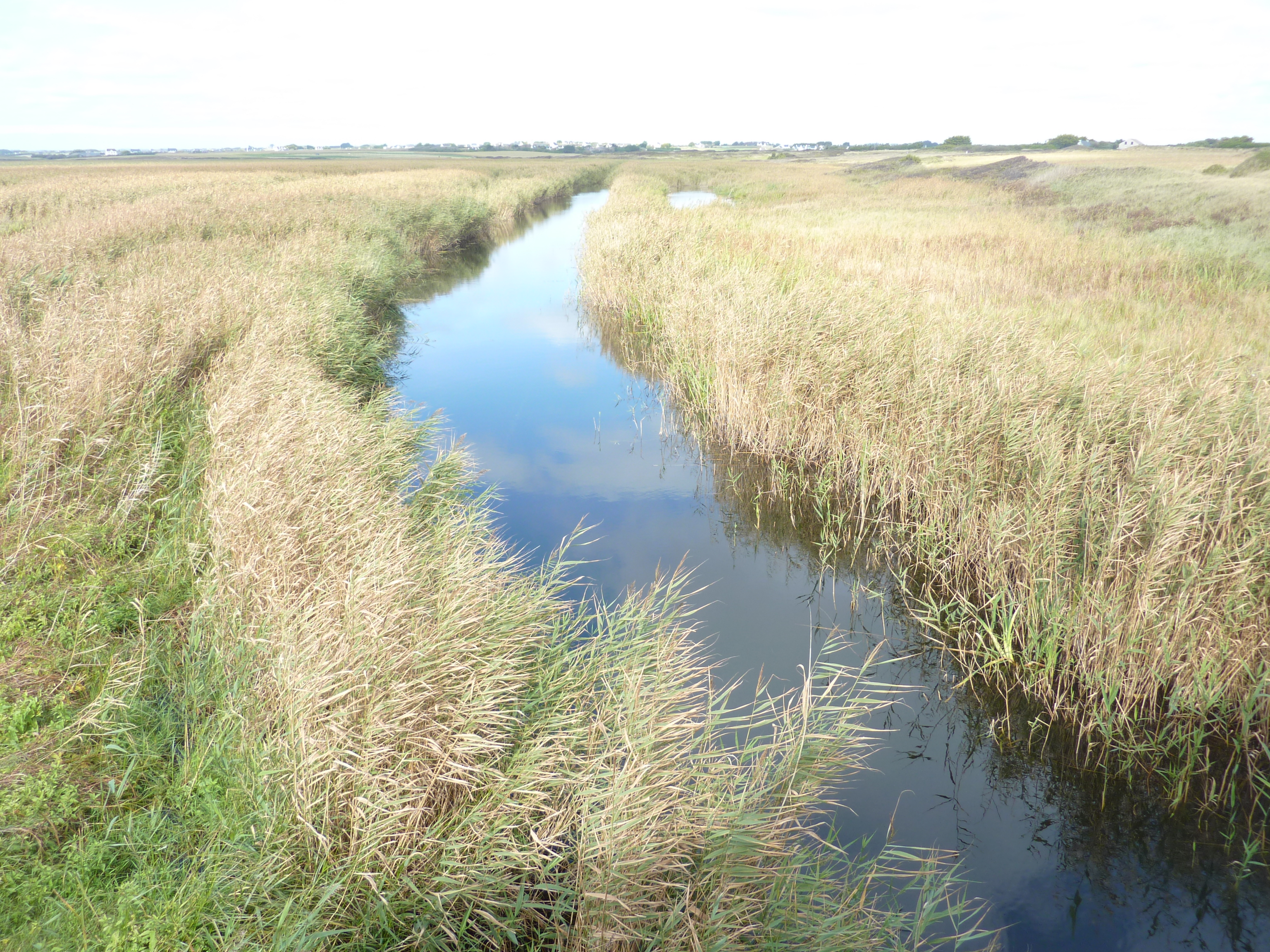
Étangs de Trunvel und Kergalon bei Tréogat
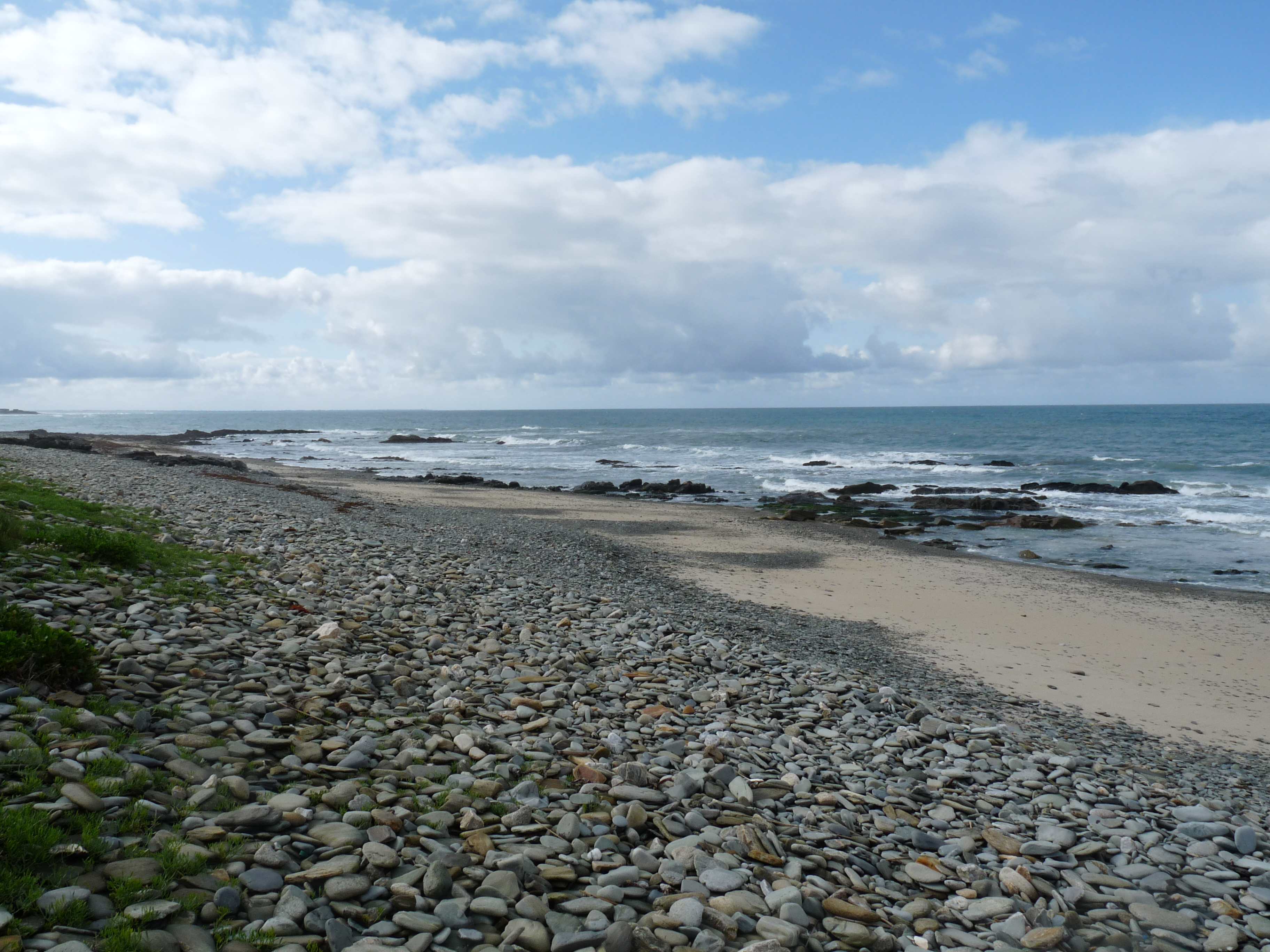
Kieselsteinkette (Ero Vili) in der Bucht von Audierne